# جزیره بلوواترز
جزیره بلوواترز (انگلیسی: Bluewaters Island) یک جزیره مصنوعی اماراتی در خلیج فارس است که در ۵۰۰ متری خط ساحلی اقامتگاه ساحلی جمیرا و در نزدیکی دبی مارینا در شهر دبی واقع شده‌است.
پروژه ساخت این جزیره توسط محمد بن راشد آل مکتوم نخست‌وزیر امارات و حاکم دبی تأیید و در ۱۳ فوریه ۲۰۱۳ رونمایی شد. هزینه ساخت این جزیره (شامل چرخ‌وفلک عین دبی) حدود ۱٫۶ میلیون دلار آمریکا برآورد شده‌است. ساخت جزیره در مه ۲۰۱۳ آغاز و در نوامبر ۲۰۱۸ افتتاح شد.
این جزیره شامل مناطق تفریحی، پذیرایی، اقامتی و خرده‌فروشی است و پیش‌بینی می‌شود سالانه بیش از سه میلیون بازدیدکننده داشته باشد